# Joppa apicipennis
Joppa apicipennis là một loài tò vò trong họ Ichneumonidae.